# Bahnstrecke Almelo–Salzbergen
| Die Intercity-Linie 77 im grenzüberschreitenden Verkehr |                                  |                                      |                                      |
| |                                  |                                      |                                      |
| Streckennummer (DB): | 2026                             |                                      |                                      |
| Kursbuchstrecke (DB): | 375                              |                                      |                                      |
| Kursbuchstrecke: | 222 (Bentheim – Salzbergen 1946) |                                      |                                      |
| Streckenlänge: | 54,5 km                          |                                      |                                      |
| Spurweite: | 1435 mm (Normalspur)             |                                      |                                      |
| Stromsystem: | (NL) 1,5 kV =                    |                                      |                                      |
| Stromsystem: | (D) 15 kV 16,7 Hz ~              |                                      |                                      |
| Streckengeschwindigkeit: | 140 km/h                         |                                      |                                      |
| |                                  |                                      |                                      |
| \| \| \| von Zwolle und von Deventer \| \| \| \| \| von Mariënberg \| \| \| \| 0,0 \| Almelo \| Almelo \| \| \| \| Almelo Verdiept \| \| \| \| 2,8 \| Almelo de Riet \| Almelo de Riet \| \| \| \| Weezebeek \| \| \| \| \| Zenderen \| \| \| \| 10,1 \| Borne \| Borne \| \| \| \| Rijksweg 1 \| \| \| \| \| von Zutphen \| \| \| \| 15,4 \| Hengelo \| Hengelo \| \| \| \| nach Enschede \| \| \| \| 17,3 \| Hengelo Oost \| Hengelo Oost \| \| \| \| Rijksweg 1 \| \| \| \| \| Gronau–Denekamp \| \| \| \| \| von Gronau \| \| \| \| 26,2 \| Oldenzaal \| Oldenzaal \| \| \| \| Rijksweg 1 \| \| \| \| \| Dinkel \| \| \| \| 33,421,8 \| Staatsgrenze Niederlande–Deutschland \| Staatsgrenze Niederlande–Deutschland \| \| \| 16,7 \| Gildehaus[2] \| Gildehaus[2] \| \| \| \| Gronau–Coevorden \| \| \| \| 13,7 \| Bad Bentheim (Systemwechsel) \| Bad Bentheim (Systemwechsel) \| \| \| \| Strecke nach Coevorden \| \| \| \| 9,3 \| Schüttorf \| Schüttorf \| \| \| \| Vechte \| \| \| \| \| Bundesautobahn 31 \| \| \| \| \| von Norddeich Mole \| \| \| \| 0,0 \| Salzbergen \| Salzbergen \| \| \| \| nach Rheine \| \| \| \| \| \| \| \| Quellen: [3][4] \| \| \| \| |                                  |                                      |                                      |
| Strecke |                                  | von Zwolle und von Deventer          | von Zwolle und von Deventer          |
| Abzweig geradeaus und von links |                                  | von Mariënberg                       | von Mariënberg                       |
| Bahnhof | 0,0                              | Almelo                               | Almelo                               |
| |                                  | Almelo Verdiept                      |                                      |
| Haltepunkt / Haltestelle | 2,8                              | Almelo de Riet                       | Almelo de Riet                       |
| Brücke über Wasserlauf |                                  | Weezebeek                            | Weezebeek                            |
| ehemaliger Haltepunkt / Haltestelle |                                  | Zenderen                             | Zenderen                             |
| Haltepunkt / Haltestelle | 10,1                             | Borne                                | Borne                                |
| Brücke |                                  | Rijksweg 1                           | Rijksweg 1                           |
| Abzweig geradeaus und von rechts |                                  | von Zutphen                          | von Zutphen                          |
| Bahnhof | 15,4                             | Hengelo                              | Hengelo                              |
| Abzweig geradeaus und nach rechts |                                  | nach Enschede                        | nach Enschede                        |
| Haltepunkt / Haltestelle | 17,3                             | Hengelo Oost                         | Hengelo Oost                         |
| Strecke mit Straßenbrücke |                                  | Rijksweg 1                           | Rijksweg 1                           |
| Kreuzung geradeaus oben (Querstrecke außer Betrieb) |                                  | Gronau–Denekamp                      | Gronau–Denekamp                      |
| Abzweig geradeaus und ehemals von rechts |                                  | von Gronau                           | von Gronau                           |
| Bahnhof | 26,2                             | Oldenzaal                            | Oldenzaal                            |
| Brücke |                                  | Rijksweg 1                           | Rijksweg 1                           |
| Brücke über Wasserlauf |                                  | Dinkel                               | Dinkel                               |
| Grenze | 33,421,8                         | Staatsgrenze Niederlande–Deutschland | Staatsgrenze Niederlande–Deutschland |
| ehemaliger Bahnhof | 16,7                             | Gildehaus                            | Gildehaus                            |
| Kreuzung geradeaus unten |                                  | Gronau–Coevorden                     | Gronau–Coevorden                     |
| Bahnhof | 13,7                             | Bad Bentheim (Systemwechsel)         | Bad Bentheim (Systemwechsel)         |
| Abzweig geradeaus und nach links |                                  | Strecke nach Coevorden               | Strecke nach Coevorden               |
| Bahnhof | 9,3                              | Schüttorf                            | Schüttorf                            |
| Brücke über Wasserlauf |                                  | Vechte                               | Vechte                               |
| Strecke mit Straßenbrücke |                                  | Bundesautobahn 31                    | Bundesautobahn 31                    |
| Abzweig geradeaus und von links |                                  | von Norddeich Mole                   | von Norddeich Mole                   |
| Bahnhof | 0,0                              | Salzbergen                           | Salzbergen                           |
| Strecke |                                  | nach Rheine                          | nach Rheine                          |
| |                                  |                                      |                                      |
| Quellen: |                                  |                                      |                                      |

Die Bahnstrecke Almelo–Salzbergen ist eine zweigleisige und durchgehend elektrifizierte Hauptbahn von Almelo in den Niederlanden nach Salzbergen in Niedersachsen. Dabei wird im Grenzbahnhof Bad Bentheim der Stromsystemwechsel durchgeführt oder es verkehren Mehrsystemtriebfahrzeuge.

## Geschichte
Die Bahnstrecke Almelo–Salzbergen wurde von der niederländischen Spoorweg-Maatschappij Almelo-Salzbergen gebaut, um den Anschluss an die Hannoversche Westbahn der Königlich Hannöverschen Staatseisenbahnen herzustellen, und wurde am 18. Oktober 1865 eröffnet.
Der niederländische Streckenabschnitt von Almelo nach Oldenzaal wurde bereits 1951, also kurz nach dem Zweiten Weltkrieg, mit einer Oberleitung ausgestattet, an der die bei den Nederlandse Spoorwegen üblichen 1500 Volt Gleichspannung anliegen.
Der deutsche Streckenabschnitt von Salzbergen nach Bad Bentheim dagegen wurde erst ein Vierteljahrhundert später mit 15 Kilovolt Wechselspannung und der damals verwendeten Frequenz von 16⅔ Hertz (heute 16,7 Hertz, vgl. Bahnstrom) elektrifiziert.

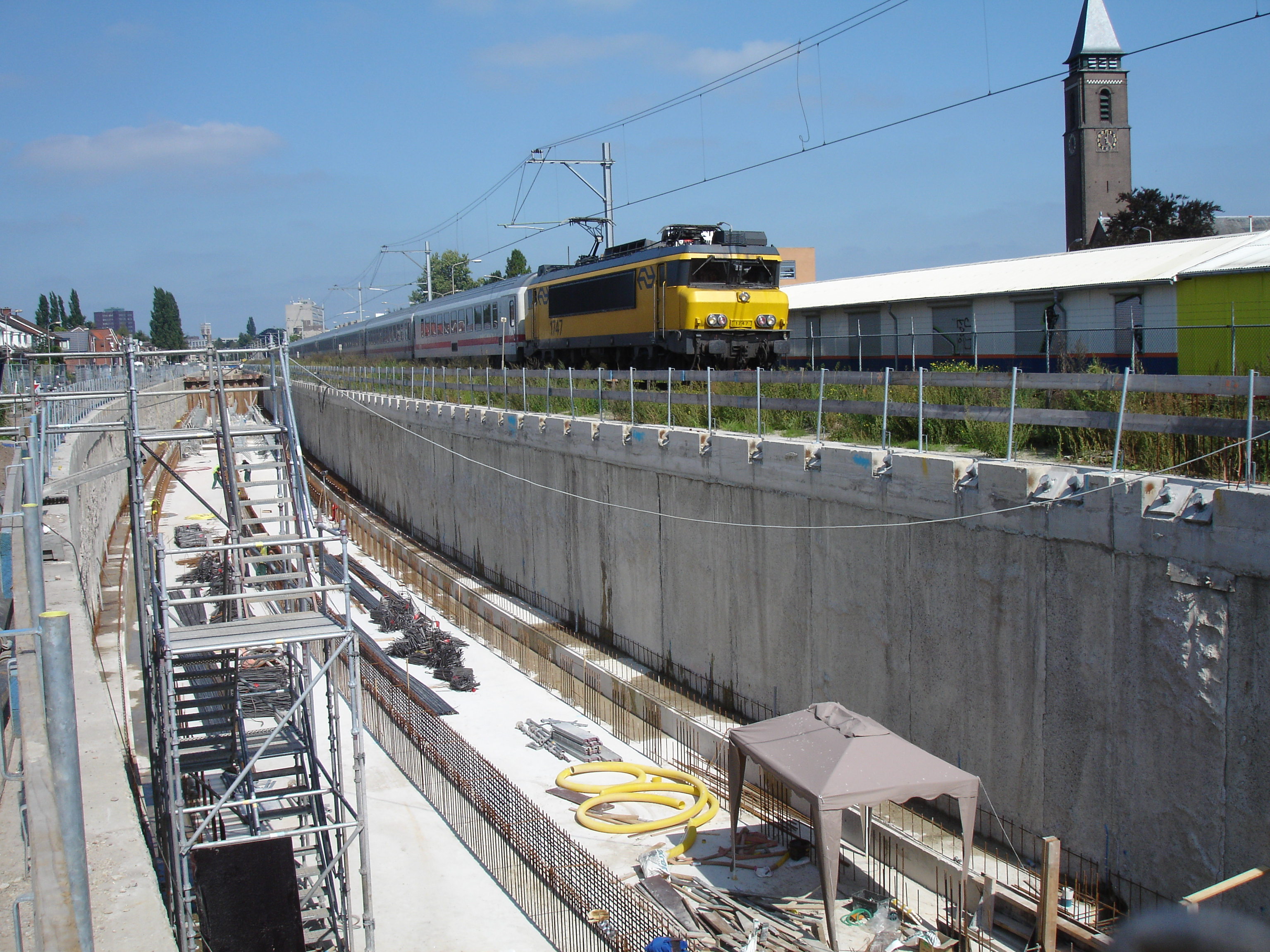
Bau der tiefer gelegten Strecke „Almelo Verdiept“

Mit der Elektrifizierung des letzten noch verbliebenen Teilstücks auf niederländischer Seite von Oldenzaal (ebenfalls 1976) wurde Bad Bentheim zum Systemwechselbahnhof, dabei kann gleisweise die Versorgung auf Gleich- bzw. Wechselspannung umgeschaltet werden (vgl. Systemtrennstelle).
Im Fernverkehr wurde Salzbergen bis 1989, Schüttorf bis 1991 bedient.
Zwischen 2006 und 2009 wurde ein ca. ein Kilometer langes Streckenstück in der Innenstadt von Almelo „tiefergelegt“, um die Anzahl niveaugleicher Straßenkreuzungen zu reduzieren. Der Trogbau trägt die Bezeichnung „Almelo Verdiept“.

## Bedienung
Im Schienenpersonenfernverkehr verkehren alle zwei Stunden internationale Züge der Intercity-Linie 77 Berlin – Hannover – Osnabrück – Rheine – Bad Bentheim – Hengelo – Amsterdam. Bis Dezember 2023 fand bei diesen Zügen in Bad Bentheim ein Lokwechsel statt. Seitdem werden Mehrsystemlokomotiven eingesetzt, die eine Fahrt ohne Lokwechsel ermöglichen und so die Reisezeit verkürzen. Ab dem Fahrplanwechsel im Dezember 2025 werden auf der Linie Intercity-Express-Züge vom Typ ICE 3neo eingesetzt, bis die neu beschafften ICE L einsatzbereit sind.
Im Schienenpersonennahverkehr verkehren folgende Linien:
- auf dem Abschnitt Salzbergen–Hengelo die Regionalbahn-Linie RB 61 „Wiehengebirgs-Bahn“ (stündlich) der Eurobahn (bis Ende 2017 nur nach Bad Bentheim)
- auf dem Abschnitt Oldenzaal–Hengelo der Stoptrein Oldenzaal–Hengelo–Zutphen von Keolis Nederland (halbstündlich)
- auf dem Abschnitt Hengelo–Almelo:
  - Intercity der NS (halbstündlich)
  - Sprinter von Keolis Nederland (halbstündlich)
  - Intercity von Keolis
  - Sprinter der NS

Eine Wiedereinführung des grenzüberschreitenden Nahverkehrs zwischen Hengelo und Bad Bentheim fand am 12. Dezember 2010 statt. Die niederländische Gesellschaft Syntus und das deutsche Unternehmen Bentheimer Eisenbahn befuhren die Strecke im Stundentakt als „Grensland Express“. Der Versuch war auf drei Jahre befristet und endete im Dezember 2013, da die Nutzerzahlen hinter den Erwartungen zurückblieben.
Ab Dezember 2017 sollte wieder ein stündliches Nahverkehrsangebot auf dem Abschnitt Bad Bentheim–Hengelo eingeführt werden. In der Neuausschreibung zum „Teutoburger-Wald-Netz“ wurde dazu der Einsatz von Zweisystemfahrzeugen gefordert, damit die Linie RB 61 über ihren bisherigen Endpunkt Bad Bentheim hinaus nach Hengelo verlängert werden kann. Durch den Wegfall des Umstieges in Bad Bentheim und der durchgehenden Verbindung nach Rheine, Osnabrück und Bielefeld erhoffen sich die Verantwortlichen deutlich mehr Fahrgäste als beim Grensland Express, der isoliert im Abschnitt Bad Bentheim – Hengelo pendelte. Statt 300 Fahrgästen sollen dann 750 in diesem Abschnitt die Nahverkehrszüge nutzen. Bei der Aufnahme des Betriebs stellten sich allerdings Probleme bei der Zulassung der Triebfahrzeuge dar, sodass die Bedienung erst am 14. Januar 2018 starten sollte. Weiter bestanden Probleme beim Wechsel zwischen den Stromnetzen, sodass auf dem Abschnitt Bad Bentheim–Oldenzaal–Hengelo zunächst Busse verkehrten. Die endgültige Betriebsaufnahme auf dem grenzüberschreitenden Abschnitt der Linie erfolgte am 26. Februar 2018.
Mit der Wiehengebirgs-Bahn (RB 61) gibt es 6 weitere internationale Regionalzug-Linien in Nordrhein-Westfalen und zwar den Maas-Wupper-Express (RE 13), LIMAX (RE 18), Rhein-IJssel-Express (RE 19), euregioAIXpress (S 41), Westmünsterland-Bahn (RB 51) sowie die Euregio-Bahn (RB 64).